# Chionactis occipitalis
Chionactis occipitalis är en ormart som beskrevs av Hallowell 1854. Chionactis occipitalis ingår i släktet Chionactis och familjen snokar.
Arten förekommer i Nevada, Arizona och södra Kalifornien i USA samt i angränsande regioner av Mexiko. Den lever i låglandet, i bergstrakter och på högplatå upp till 1500 meter över havet. Chionactis occipitalis vistas i halvöknar och andra torra landskap med glest fördelad växtlighet av gräs, buskar och kaktusar.
I områden där samhällen etablerades har populationen troligen minskad. Allmänt är Chionactis occipitalis vanligt förekommande. IUCN kategoriserar arten globalt som livskraftig.

## Underarter
Arten delas in i följande underarter:
- C. o. annulata
- C. o. klauberi
- C. o. occipitalis
- C. o. talpina